# اکیم سوئدرو
اکیم سوئدرو (به لاتین: Akim Swedru) یک منطقهٔ مسکونی در غنا است که در منطقه شرقی (غنا) واقع شده‌است.

## خصوصیات
اکیم سوئدرو ۱۰٬۳۷۹ نفر جمعیت دارد و ۱۱۶ متر بالاتر از سطح دریا واقع شده‌است.